# Gare centrale d'Hallsberg
La gare centrale d’Hallsberg (suédois : Hallsbergs Centralstation) est une gare ferroviaire suédoise située à Hallsberg. Construite en 1886, elle a remplacé une ancienne gare en bois .

## Situation ferroviaire
La gare est située à l'endroit où la ligne de l’ouest (la Västra Stambanan) rencontre la ligne passant par Bergslagen . Grâce à ses liaisons avec Örebro, Motala et Mjölby, Hallsberg est devenu dès le début un nœud ferroviaire .

## Histoire

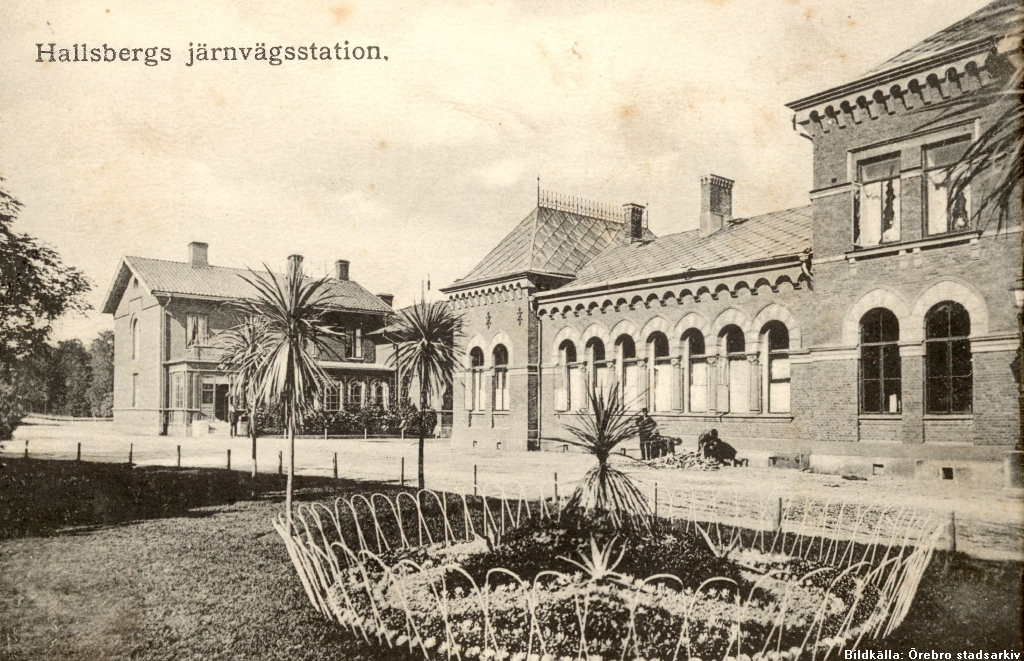
La gare dans les années 1920.

La gare est un œuvre de l’architecte en chef de la SJ de l’époque, A. W. Edelsvärd. Le bâtiment de la gare est construit en brique. "Le restaurant actuel a été construit en 1864 pour devenir un hôtel ferroviaire. Il s'agit du bâtiment le plus ancien du quartier de la gare. L'immeuble a été agrandi lors d'une conversion en 1895. L'immeuble de bureaux a été construit en 1909 en tant que dépendance. Il fut reconstruit en 1917 pour devenir un bureau de poste, une expédition de l'hôtel, d'après les dessins de l'architecte Folke Zettervall. Les trois bâtiments font partie de la zone de mémoire du bâtiment(,) sont construits sur une période d'un peu plus de cinquante ans et constituent un exemple cohérent et bien préservé d'un environnement de station précoce. (...)Malgré les extensions récentes, la gare de Hallsberg, ainsi que le restaurant et les bureaux, ont préservé des éléments essentiels de l'architecture originale et constituent un exemple cohérent et bien préservé d'un ancien environnement de gare décrit par Adolf Wilhelm Edelsvärd. " .

## Patrimoine ferroviaire
Le bâtiment est protégé par un accord entre Jernhusen et du comté pour empêcher toute modification ou démolition, comme byggnadsminne depuis 1986  .